# Osterholz-Scharmbeck
Osterholz-Scharmbeck is een stad in de Duitse deelstaat Nedersaksen, gelegen in het Landkreis Osterholz, vlak bij Bremen. De stad, met de status van selbständige Gemeinde, telt 30.366 inwoners.
Naburige gemeenten van Osterholz-Scharmbeck zijn onder andere Grasberg, Lilienthal, Ritterhude, Schwanewede en Worpswede.

## Stadsdelen

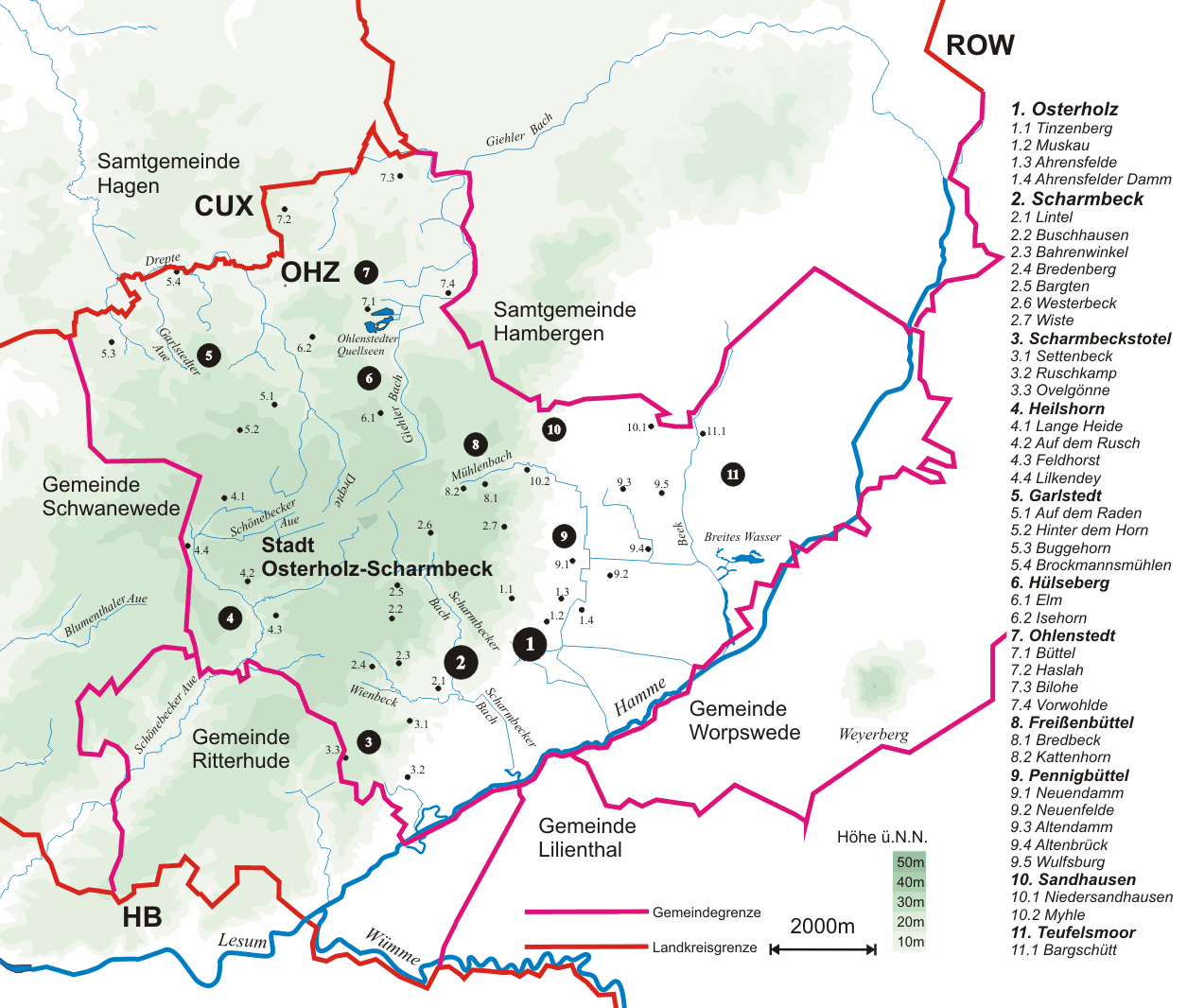
Kaart van de gemeente, waarop de stadsdelen en gehuchten zijn aangegeven

De gemeente bestaat uit de kernstad en negen andere stadsdelen: 
- Osterholz-Scharmbeck (kernstad)
- Freißenbüttel
- Garlstedt
- Heilshorn
- Hülseberg
- Ohlenstedt
- Pennigbüttel
- Sandhausen
- Scharmbeckstotel
- Teufelsmoor, in het aan Worpswede grenzende Teufelsmoor, een deels onder natuurbescherming geplaatst veengebied

## Ligging, verkeer, vervoer
Osterholz-Scharmbeck ligt deels in een 30–35 m hoog gebied met vrij veel naaldbos (bij Garlstedt, dat 8 km van het centrum ligt) en deels in een drassig veengebied met het slechts enkele meters boven zeeniveau gelegen  dal van het riviertje de Hamme, dat via de Lesum vlak bij het treinstation Station Bremen-Vegesack in de Wezer uitmondt.
De gemeente ligt aan de Bundesstraße B74 Ritterhude -Bremervörde. Bij Ritterhude , 9 km ten zuidwesten van Osterholz-Scharmbeck, is afrit 16 van de Autobahn A27 Bremen -Bremerhaven. Osterholz-Scharmbeck ligt ongeveer  20 km van het centrum van Bremen verwijderd. Westwaarts vanuit Osterholz-Scharmbeck loopt een 18 km lange weg, die na 9 km de A27 kruist bij afrit 14 en nog 9 km verder zuidwaarts in Schwanewede uitkomt.
Osterholz-Scharmbeck heeft een station aan de spoorlijn Bremen - Bremerhaven.

## Economie
Belangrijke werkgevers in de gemeente zijn in de eerste plaats de Duitse Bundeswehr: in Garlstedt staat in het naaldbos een grote kazerne, die als opleidingscentrum voor de landmacht dient. Verder is de fabriek van de ook in Nederland bekende FAUN-vuilnisauto's er gevestigd. Daarnaast zijn er enige middelgrote handelsondernemingen gevestigd en er is op de grens met Schwanewede een groot bedrijventerrein voor midden- en kleinbedrijf.
Ten slotte is een groot deel van de gemeente gekenmerkt door de landbouw.

## Geschiedenis

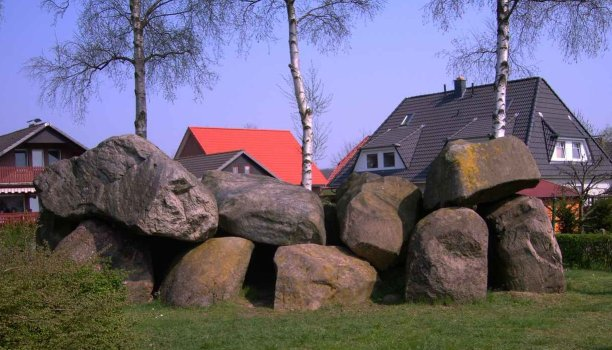
Hunebed in Osterholz-Scharmbeck
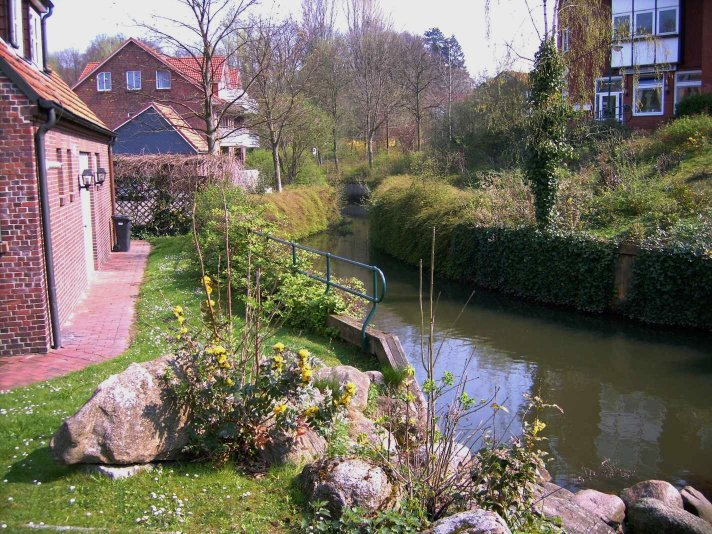
Scharmbecker Bach, Marktplatz , Scharmbeck
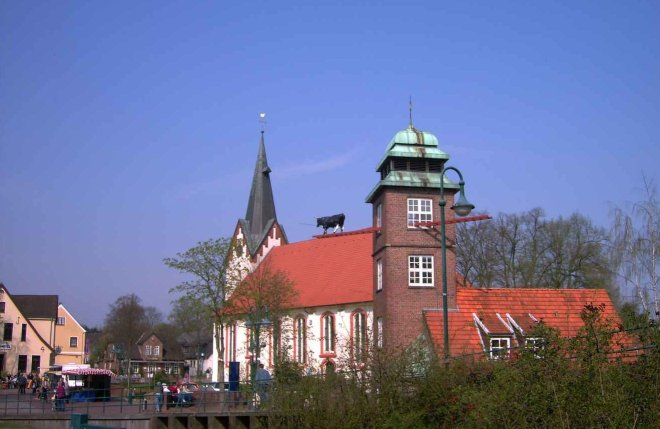
St.-Willehadi-kerk met toren[2], de namaakkoe op het kerkdak herinnert aan de vroegere grote veemarkt
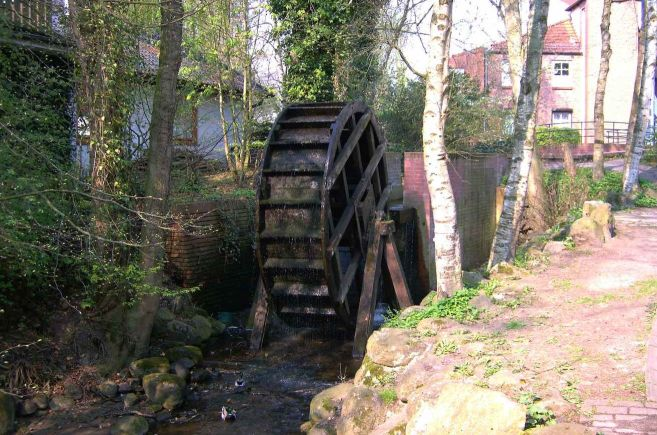
Watermolen achter deze kerk
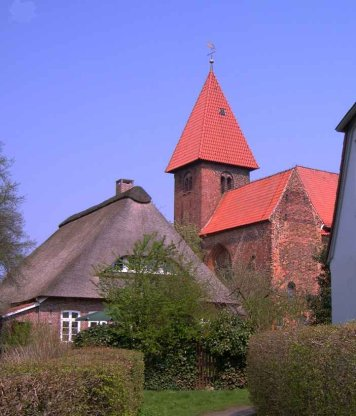
Kloosterkerk St. Maria,  Osterholz
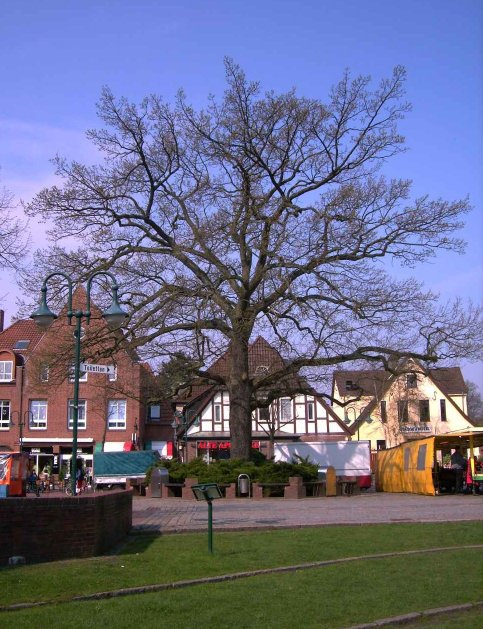
Marktplein van Osterholz-Scharmbeck

Het gebied is als sinds de Midden-Steentijd bewoond. In de Jonge Steentijd, ca. 3000 v.Chr.,  werd een hunebed opgeworpen.
Scharmbeck werd in een document uit 1043 al genoemd. In dat jaar wandelde de bisschop van Bremen langs de kerk, waar nu de St. Willehadikerk staat. Osterholz ontstond rondom het in 1182 gestichte klooster, waarvan de kerk nog bewaard is gebleven. De plaats Schermbeck ontwikkelde zich vanaf de 13e eeuw tot een aan de gelijknamige beek gelegen, klein marktcentrum: Bremerhaven bestond voor 1922 nog niet, en eeuwenlang, zelfs tot begin 20e eeuw was Scharmbeck een halte- en marktplaats voor kooplieden, die van Bremen naar Cuxhaven en terug reisden.  In de 16e eeuw werd na de Reformatie het grootste deel van de bevolking protestants (evangelisch-luthers), evenals elders in het Aartsbisdom Bremen, dat tot 1648 zeggenschap over Osterholz-Scharmbeck had.
Ter plaatse waren de omstandigheden goed; er waren voldoende schapen voor de wol, er was schoon stromend water en er waren deugdelijke watermolens, waaronder volmolens, om wollen stoffen te maken, die bijv. tijdens de vele oorlogen tussen 1600 en 1870 grondstof voor legeruniforms waren. Het plaatsje had van 1583 tot 1903 een heus lakenwevers- gilde (Tuchmacherzunft). Dit bleef ook in functie, toen de streek in de 18e eeuw enige tijd tot Zweden behoorde en Zweedse legeruniformen produceerde. Door de industrialisatie ging deze bedrijfstak uiteindelijk bijna geheel verloren.
Sinds 1748 wordt in september of oktober jaarlijks de Scharmbecker Herbstmarkt gehouden. Tot kort voor de Tweede Wereldoorlog was dit verreweg de belangrijkste veemarkt in de regio, met daarnaast een algemene warenmarkt. Later werd het een paardenmarkt, en thans is het een grote vlooienmarkt, die geliefd is bij de inwoners van Bremen.
In 1927 werden de twee gemeentes Osterholz en Scharmbeck samengevoegd. In 1929 werd de plaats door de regering tot stad verklaard.
Van 1931 tot 1959 was naast het station van de plaats een middelgrote fabriek van aanhangwagens voor o.a. vrachtauto's gevestigd.
In 1975 werd in stadsdeel Garlstedt een basis van de strijdkrachten van de Verenigde Staten met 7.500 militairen en enkele duizenden mensen burgerpersoneel, gevestigd. Hiervoor was het noodzakelijk de stad fors uit te breiden. De Amerikanen ontruimden deze in 1993, waarna de kazernes door de Duitse Bundeswehr werden overgenomen.

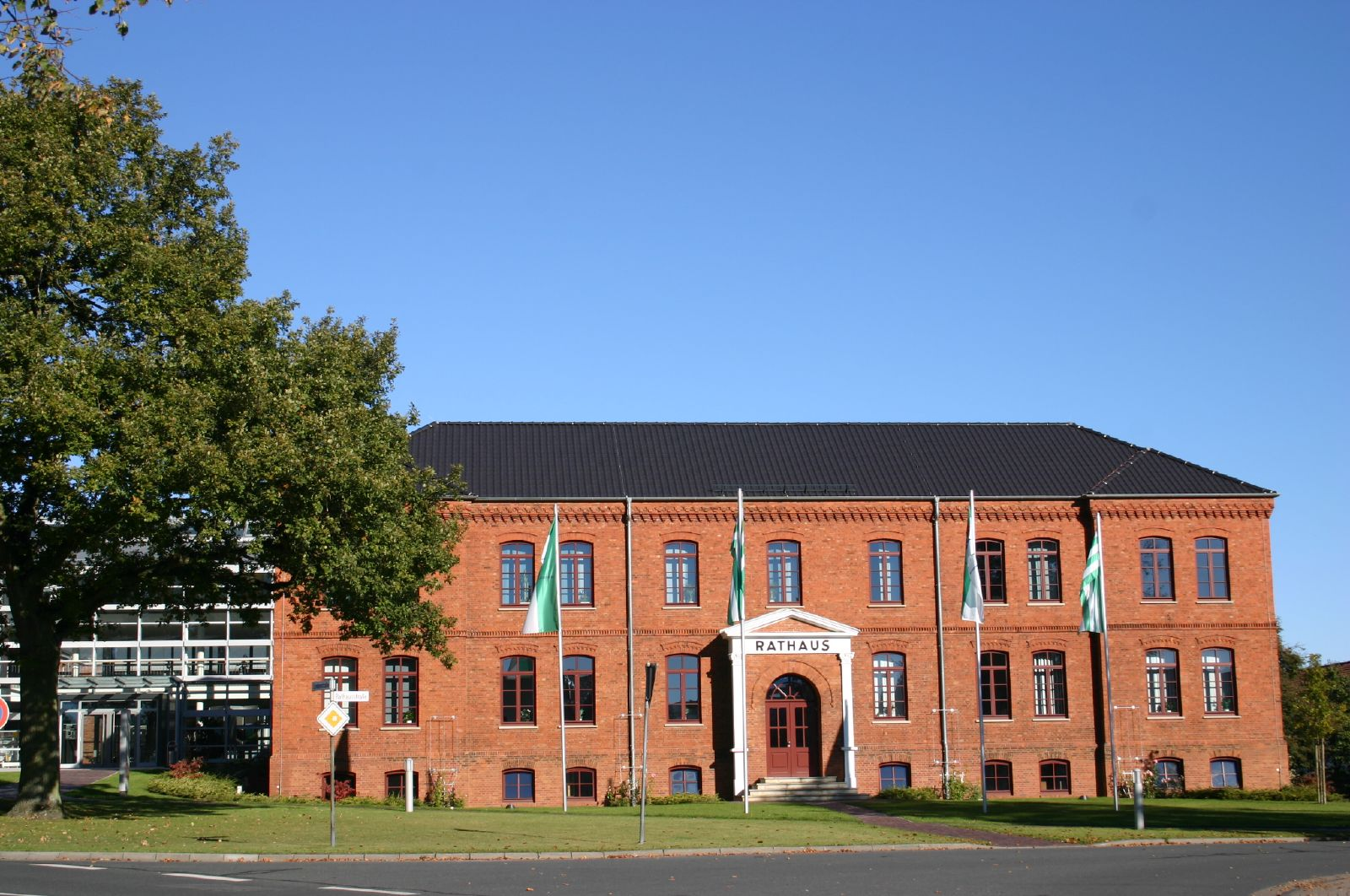
Gemeentehuis
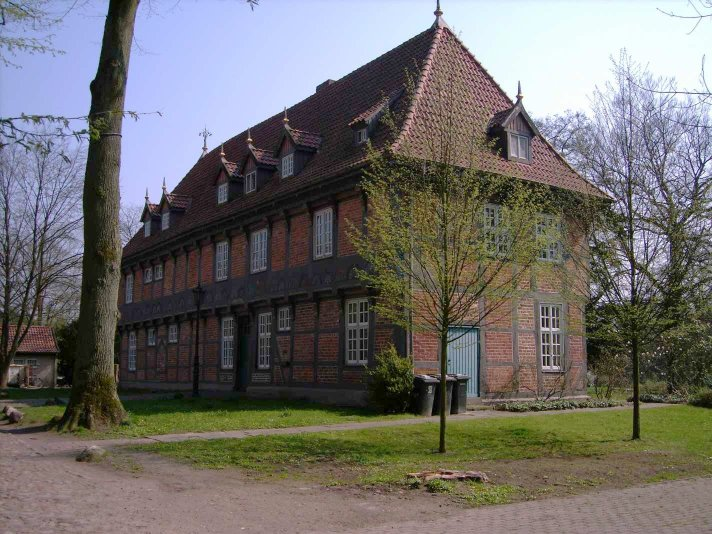
Gut Sandbeck, herenhuis, nu cultureel centrum van de gemeente
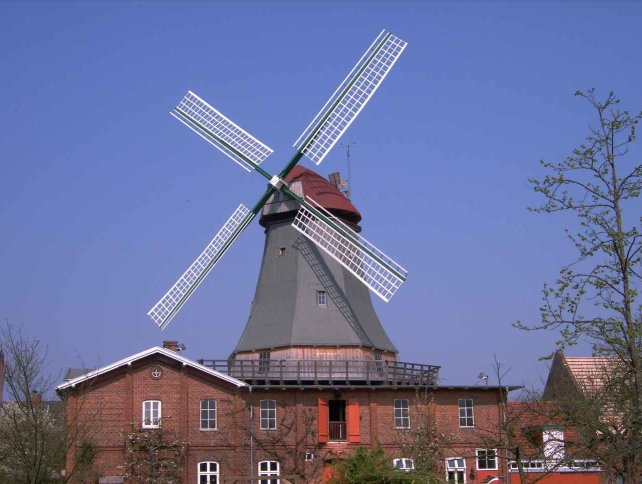
Windmolen van Rönn
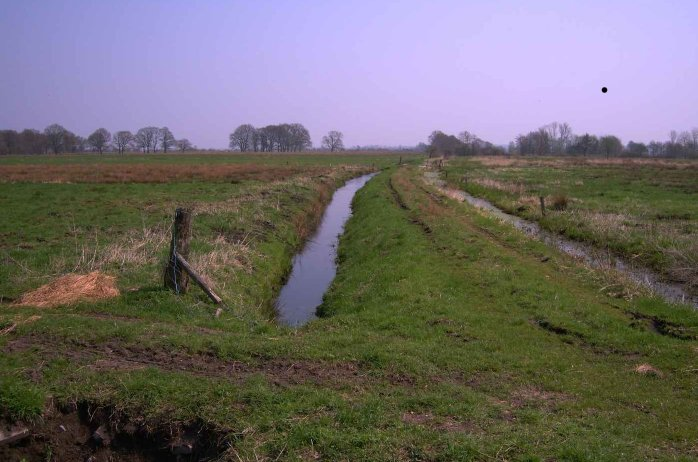
Polderland bij de Hamme (als wetland onder natuurbescherming geplaatst)

- Bibliothèque nationale de France: cb11964043b (data)
- Gemeinsame Normdatei: 4044033-3
- Library of Congress Control Number: n83233991
- MusicBrainz: efb7a320-baa9-4aed-98e3-fc4a7193a6ab
- Nationale Bibliotheek van Tsjechië: ge1196575
- Nationale Bibliotheek van Israël: 987007555092905171
- Virtual International Authority File: 173434174
- WorldCat: E39PBJrGwFpdxcmVtXkQByg7pP

Axstedt · 
Grasberg · 
Hambergen · 
Holste · 
Lilienthal · 
Lübberstedt · 
Osterholz-Scharmbeck · 
Ritterhude · 
Schwanewede · 
Vollersode · 
Worpswede